# Marked
Marked è miniserie televisiva sudafricana del 2025.

## Trama
Una guardia giurata che fa di tutto per salvare la vita della figlia alla ricerca del denaro per la cura della malattia.

## Episodi
| N° | Titolo originale   | Titolo in italiano | Pubblicazione  |                |
| -- | ------------------ | ------------------ | -------------- | -------------- |
| 1  | Gotta have Faith   | Ci vuole fede      | 31 luglio 2025 | 31 luglio 2025 |
| 2  | The Inside Woman   | La talpa           | 31 luglio 2025 | 31 luglio 2025 |
| 3  | Saints and Sinners | Santi e peccatori  | 31 luglio 2025 | 31 luglio 2025 |
| 4  | Sodom and Gomora   | Sodoma e Gomorra   | 31 luglio 2025 | 31 luglio 2025 |
| 5  | Judas Iscariot     | Giuda              | 31 luglio 2025 | 31 luglio 2025 |
| 6  | Iron Watch         | Iron Watch         | 31 luglio 2025 | 31 luglio 2025 |